# Kriegerdenkmal Langendorf

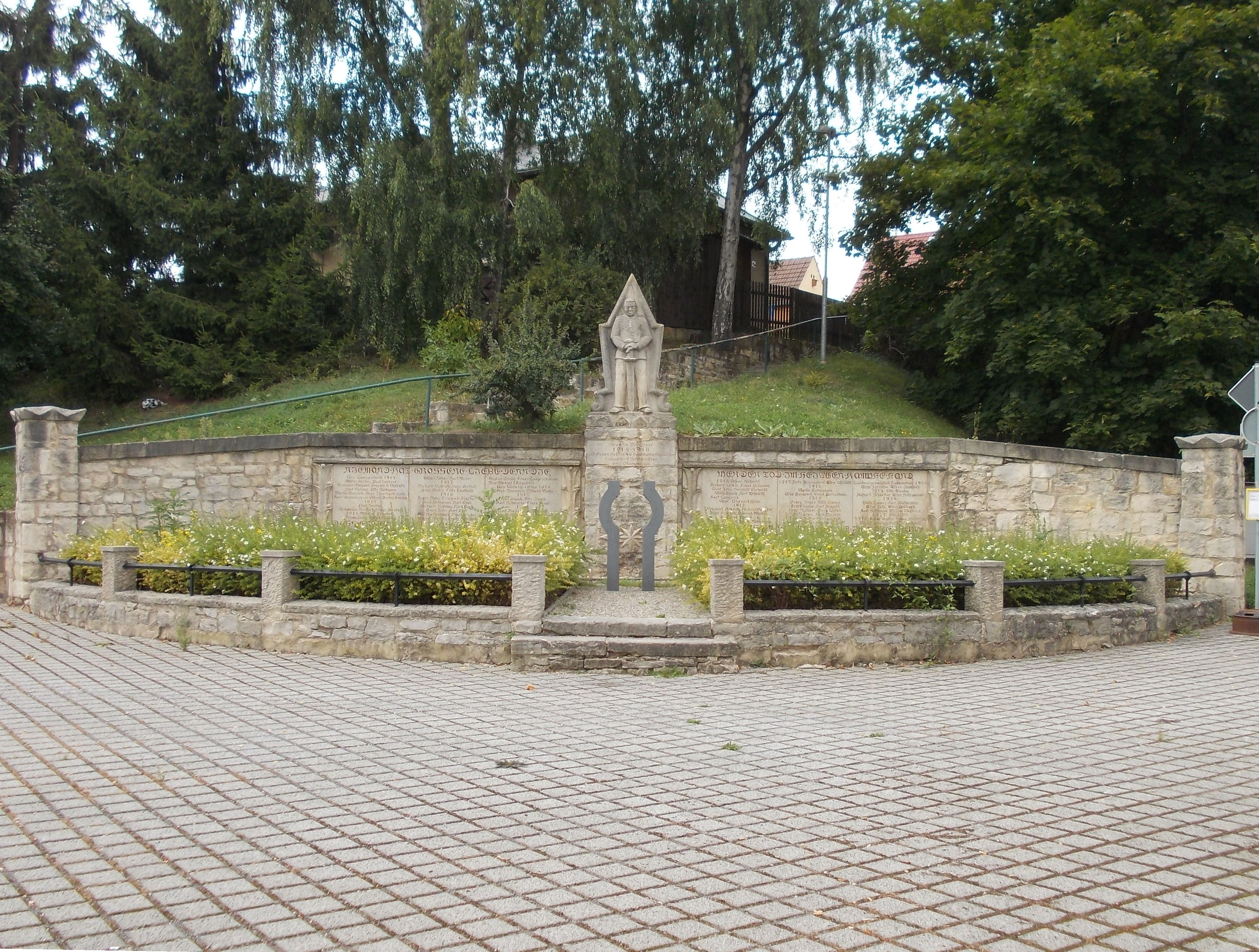
Kriegerdenkmal Langendorf

Das Kriegerdenkmal Langendorf ist ein denkmalgeschütztes Kriegerdenkmal im Ortsteil Langendorf der Stadt Weißenfels in Sachsen-Anhalt. Im örtlichen Denkmalverzeichnis ist die Gedenkstätte unter der Erfassungsnummer 094 80044 als Baudenkmal verzeichnet.
Beim Kriegerdenkmal in Langendorf handelt es sich um ein gemeinsames Denkmal für die Gefallenen des Ersten Weltkriegs der Ortschaften Langendorf, Untergreißlau und Obergreißlau. Das Kriegerdenkmal ist eine Mauer an deren Enden jeweils eine Stele steht. Eine weitere Stele in der Mitte der Mauer wird von einem Soldaten mit nach unten gerichteten Schwert gekrönt und trägt die Inschrift Ihren im Weltkriege 1914–1918 gefallenen Helden die dankbaren Gemeinden Langendorf Untergreißlau und Obergreißlau. Links und Rechts der Stele sind jeweils drei Tafeln mit den Namen der Gefallenen und Vermissten in der Mauer eingelassen.
Über und unter den linken Tafeln befindet sich die Inschrift
NIEMAND HAT GRÖSSERE LIEBE DENN DIE,

DASS ER SEIN LEBEN LÄSST FÜR SEINE FREUNDE
die den biblischen Vers Johannes 15,13   zitiert. Über und unter den rechten Tafeln steht mit den Worten
WER DEN TOD IM HEILGEN KAMPFE FAND,

RUHT AUCH IN FREMDER ERDE IM VATERLAND
der – öfter auf Kriegsdenkmälern jener Zeit zitierte – Schlussvers des Marschliedes für die freiwilligen Scharfschützen des Gesamthauses Schwarzburg, Hinaus in die Ferne mit lautem Hörnerklang, von Albert Methfessel (1813).
Eine zusätzliche Gedenktafel mit der Inschrift Zum ehrenden Gedenken an die Opfer des 2. Weltkrieges für die Gefallenen des Zweiten Weltkriegs wurde später hinzugefügt. Das Denkmal ist durch einen halbrunden Zaun von vorne eingegrenzt und wurde in einen kleinen Hang hineingesetzt.

## Quelle
- Kriegerdenkmal Langendorf Online. In: denkmalprojekt.org, abgerufen am 26. September 2017.